# Suck on This
Suck on This is een livealbum van de band Primus, uitgebracht in november 1989 en heruitgebracht op 23 april 2002 samen met het album Frizzle Fry.
Het album is live opgenomen in het Berkeley Square in Berkeley (Californië) op 25 februari en 5 maart 1989 voordat ze hun eerste studioalbum opnamen, in december datzelfde jaar. Primus bracht het album, Frizzle Fry, uit in april 1990.

## Tracklist
1. "John The Fisherman"
2. "Groundhog's Day"
3. "The Heckler"
4. "Pressman"
5. "Jellikit"
6. "Tommy the Cat"
7. "Pudding Time"
8. "Harold of the Rocks"
9. "Frizzle Fry"

## Muzikanten
- Les Claypool - basgitaar, zang
- Larry "Ler" LaLonde - gitaren, synthesizer
- Tim "Herb" Alexander - drums, percussie